# Берк, Ричард, 2-й граф Кланрикард
Ричард Сассанах Берк, 2-й граф Кланрикард, также был известен как Ричард де Бург (англ. Richard Burke, 2nd Earl of Clanricarde; ? — 24 июля 1582) — ирландский аристократ и пэр. Его прозвище — Сассанах (Сакс, Англичанин) из-за его связи с англо-ирландцами.

## Биография
Один из пяти сыновей Улика Берка (? — 1544), вождя клана Кланрикард (1538—1543) и 1-го графа Кланрикарда (1543—1544). Его матерью была Грейс О’Кэрролл, дочь Малрона О’Кэрролла.
Ричард Сассанах Берк был трижды женат:
- 1-я жена до 6 октября 1543 года — Маргарет О’Брайен (ок. 1535 — ?), дочь Мурроу О’Брайена, 1-го графа Томонда, и Элеонора Фицджеральд.
- 2-я жена с 24 ноября 1553 года — Маргарет О’Брайен (? — 1568), дочь Доноу О’Брайена, 2-го графа Томонда, и Хелен Батлер
- 3-я жена с 1568 года — Джулия Маккарти, дочь Кормака Ога Маккарти (1447—1537).

Ричард Берк и его первая жена Маргарет О’Брайен (дочь Мурроу) развелись после того, как он заявил, что она колдовала против него.
В результате многочисленных браков и связей его отца появилось множество претендентов на титул графа Кланрикарда. Ричард, старший законный сын, был в конечном итоге преемником. Ему периодически противостояли его братья и единокровные братья, включая Джона, который претендовал на титул в 1568 году.
Ричард Берк расширил свое влияние за счет кланов О’Келли и О’Мэдденов на востоке графства Голуэй, владычества над О’Шонесси на юге, в то же время объединившись с О’Конор Доном и О’Брайеном из Томонда. Другие мелкие союзники включали Маккостелло и Макморриса, которые признали его, чтобы избежать посягательств со стороны Берков из графства Мейо. В 1559 году Ричард Кланрикард сражался на проигравшей стороне в битве при Спенсел-Хилл в графстве Клэр в рамках гэльского спора о престолонаследии О’Брайена.
Примерно с 1570 года его сыновья восстали против него и англо-ирландского правительства. Это десятилетие было свидетелем регулярных военных действий по всему графству, которые опустошили такие города, как Голуэй, Атенрай и Лохрей. Ко времени своей смерти Ричард Берк пережил тюремное заключение в Дублине и повторное предательство своих сыновей. После его смерти дальнейшие военные действия были предотвращены, когда Улик Берк убил своего брата, Джона из Шемрокса, и был признан третьим графом Кланрикарда.
22 июня 1559 года он получил подтверждение своих титулов от королевы Англии Елизаветы Тюдор.
Ричард Берк, 2-й граф Кланрикард, скончался 24 июля 1582 года. Ему наследовал его сын улик Берк, 3-й граф Кланрикард (? — 1601).

## Потомство
У Ричарда Берка было несколько детей (возможно, пять сыновей и три дочери), в том числе:
- Улик Берк, 3-й граф Кланрикард (? — 20 мая 1601), преемник отца
- Джон Берк из Шемрокса, 1-й барон Литрим (? — 11 ноября 1583), претендент на отцовское наследство, убит своим братом Уликом.
- Уильям Берк (? — 1580), повешен в Голуэе.

Ричард Берк имел романы с несколькими женщинами, в том числе с Хонорой О’Брайен (? — 1594), дочерью Турлоха О’Брайена (от которой у него была незаконнорожденная дочь Маргарет де Бург), а также с Сони Ог Берк и Джулией Браун.